# Ctenanthe casupoides
Ctenanthe casupoides är en strimbladsväxtart som beskrevs av Otto Georg Petersen. Ctenanthe casupoides ingår i släktet Ctenanthe och familjen strimbladsväxter.

## Underarter
Arten delas in i följande underarter:
- C. c. casupoides
- C. c. subtropicalis